# Stolzia flavomaculata
Stolzia flavomaculata är en insektsart som först beskrevs av Willemse, C. 1939.  Stolzia flavomaculata ingår i släktet Stolzia och familjen gräshoppor. Inga underarter finns listade i Catalogue of Life.